# فالديمار بروسيك
فالديمار بروسيك (بالبولندية: Waldemar Prusik) (ولد في 27 يوليو 1961، في فروتسواف) هو لاعب كرة قدم بولندي متقاعد، كان مركزه لاعب خط وسط.

## مسيرته الكروية
لعب فالديمار بروسيك خلال مسيرته الاحترافية مع 3 أندية في أربعة عشر موسمًا وسجل خلالها 35 هدفًا ضمن 323 مباراة. حيث فاز في موسم واحد بالكأس ولم يفز بأي دوري.
خاض فالديمار بروسيك مسيرته مع نادي شلوسك فروتسلاو في موسم 1980–81 ليلعب معه عشرة مواسم، مشاركًا في 243 مباراة سجل خلالها 27 هدفًا. ثم انتقل إلى نادي ألمانيا آخن في موسم 1989–90 لمدة موسم واحد، حيث شارك في 10 مباريات سجل خلالها هدفًا واحدًا. لينتقل بعدها إلى نادي كيه في ميخيلين في موسم 1990–91 واستمر معه طيلة ثلاثة مواسم، مشاركًا في 70 مباراة سجل خلالها 7 أهداف.

## روابط خارجية
- فالديمار بروسيك على موقع قاعدة بيانات كرة القدم.إي يو (الإنجليزية)
- فالديمار بروسيك على موقع ناشيونال فوتبول تيمز (الإنجليزية)
- فالديمار بروسيك على موقع Soccerway.com (الإنجليزية)
- فالديمار بروسيك على موقع عالم كرة القدم.نت (الإنجليزية)